# Edith Imkamp
Jonkvrouw Mary Edith Imkamp-van der Does de Willebois (Hintham, 22 september 1930) is een Nederlands beeldhouwer.

## Leven en werk
Imkamp is lid van de familie Van der Does de Willebois en een dochter van jhr. Pieter Joseph Olivier van der Does de Willebois (1889-1982), directeur van een brandverzekeringsmaatschappij, en van Irène Maria Pelgrom von Motz (1892-1978). Ze trouwde in 1956 met dr. Maria Joseph Jacobus Antonius (Sef) Imkamp (1925-2013), ambtenaar en Tweede Kamerlid voor D'66.
Ze was leerling van Peter Roovers aan de Kunstnijverheidsschool in Den Bosch. Ze verhuisde naar Amsterdam, waar ze in 1952-1953 les kreeg van Pieter d'Hont en Jan van Tongeren. Later was ze leerling van Piet Esser aan de Rijksacademie en bij Wessel Couzijn en Shinkichi Tajiri aan Ateliers '63. Ze sloot zich aan bij de Pulchri Studio. Ze heeft plastieken gemaakt door hete wasplaten in koud water te dompelen en vervolgens in brons te laten gieten. Ze noemt haar werk organisch, met elementen uit de insectenwereld, en tegelijkertijd abstract.
Soms zijn haar voorstellingen ook ontleend aan de mythologie.
Imkamp exposeerde onder meer bij Galerie d'Eendt (1971) in Amsterdam, met Ger Jansen bij Galerie 't Soephuis (1977) in Groningen en de Haagse Kunstkring (1979) en met Ans Wortel bij Acantus (1986) in Maartensdijk. In 2010 had ze een solo-expositie en twee jaar later een groepsexpositie bij Pulchri. Imkamp won in 1965 de tweede Jacob Hartogprijs en de E.M.S. Cultuurprijs. In de jaren 70 zat ze zelf in de jury van de Jacob Hartogprijs.

## Werken (selectie)
- Phoenix (1965), hal Circustheater, Scheveningen
- Entr'acte I (1966), Lindoduin, Scheveningen
- Niké (in of voor 1971), hal van het provinciehuis in 's-Hertogenbosch. Stond aanvankelijk op Plein 1830 in Den Haag.
- Entr'acte II (1975), Park Brakkestein, Nijmegen Stond aanvankelijk in de Pauwelstraat nabij Plein 1944.

## Afbeeldingen

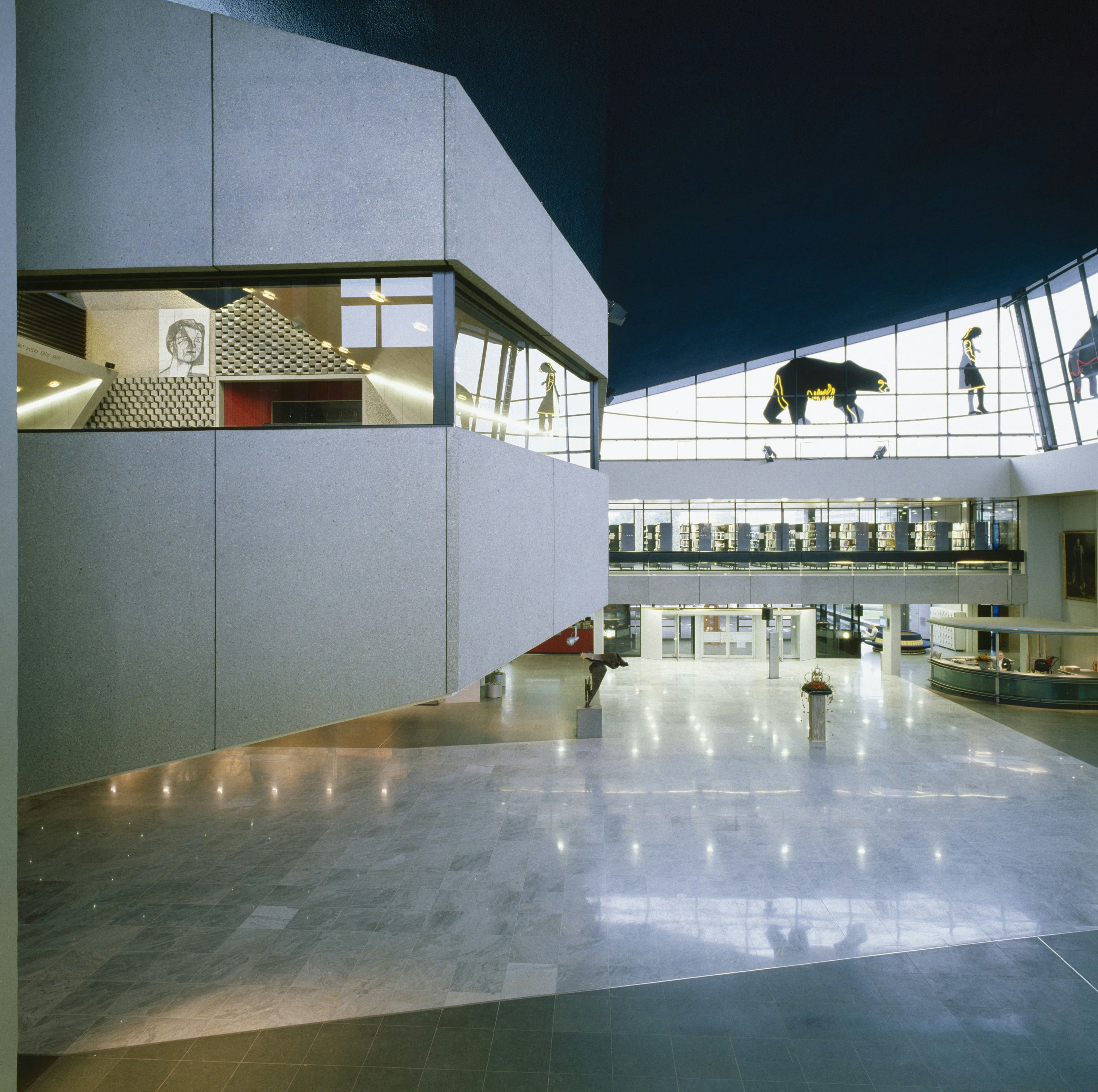
Niké
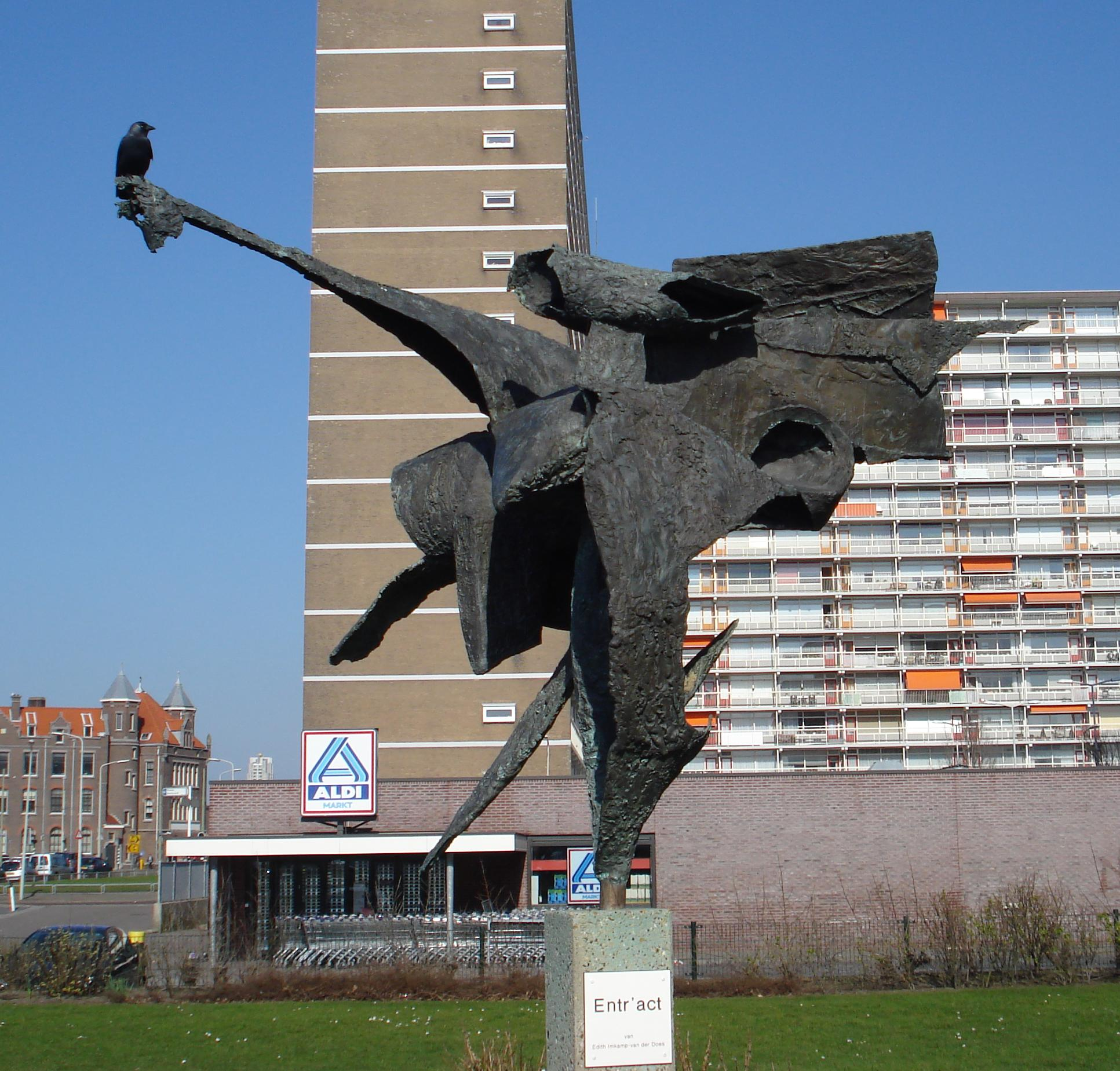
Entr'acte (1968)
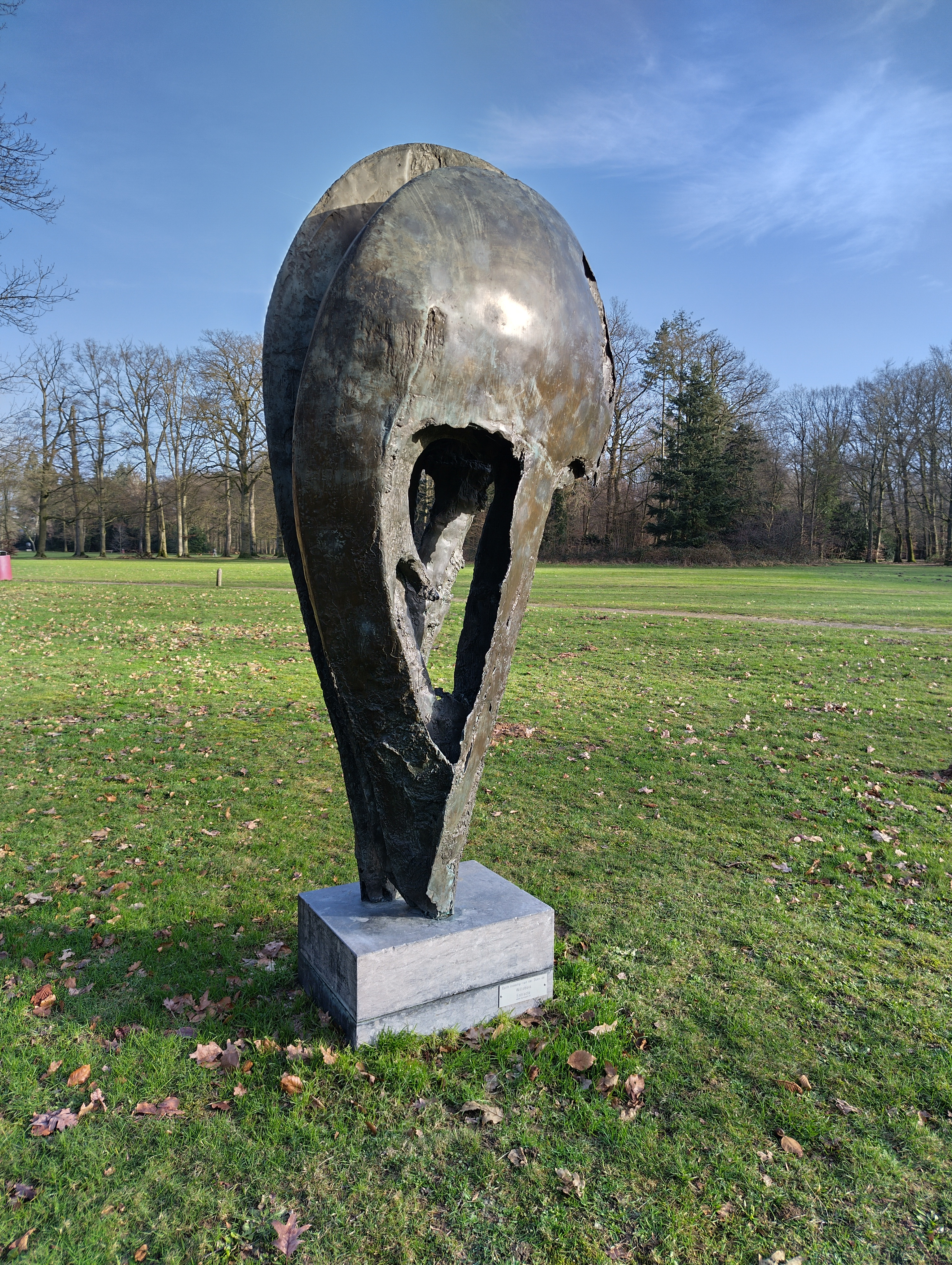
Entr'acte II (1975)